# Neues Rathaus Rhede
Der Neubau des Rathauses Rhede wurde 1994 wurde nach zweijähriger Bauzeit eingeweiht. Das Rathaus von Rhede hatte sich davor an fast gleicher Stelle in einem umgebauten Schulbau befunden, der ehemaligen Gudula-Schule an der Neustraße. Im Rahmen des Stadtmitte-Projektes der Stadt wurde diese Behelfslösung 1993 abgerissen. Im Rathaus befindet sich das sogenannte Rheder-Ei, ein multifunktionaler Veranstaltungssaal.

## Rheder Ei

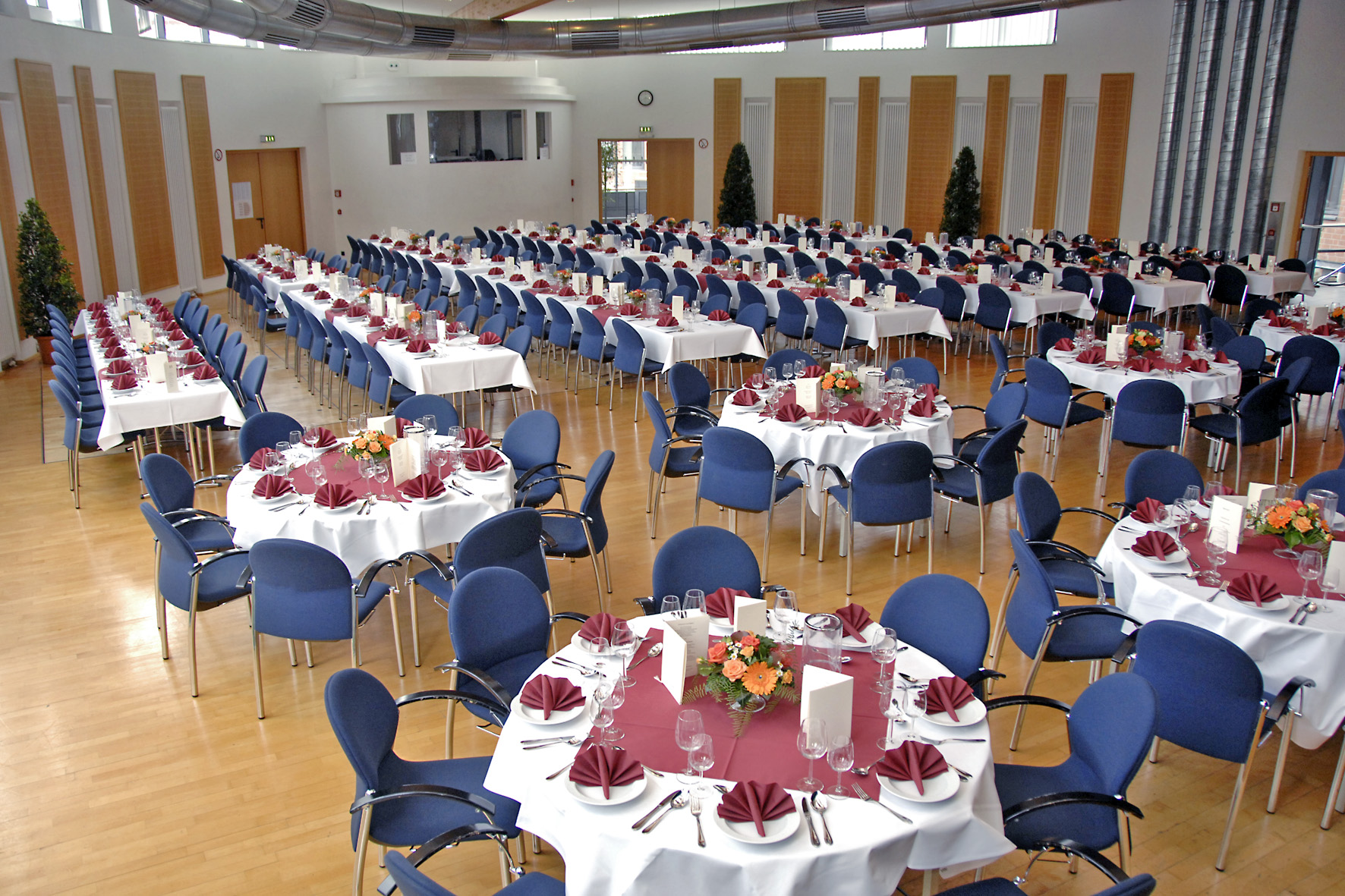
Rheder Ei

Das Rheder Ei (offiziell Rheder Rats- und Kultursaal) ist ein multifunktionaler Veranstaltungssaal im Rathaus. Der Name entstand durch die ovale Form. Der Saal wird für Veranstaltungen und Kultur genutzt. Auch Ratssitzungen finden dort statt.